# باشگاه فوتبال ریگا
باشگاه فوتبال ریگا که معمولاً به عنوان ریگا شناخته می‌شود، یک باشگاه فوتبال در لتونی است که در سال ۲۰۱۴ تأسیس شد. این باشگاه در ورزشگاه اسکونتو که در شهر ریگا مستقر است، به رقابت می‌پردازد. از سال ۲۰۱۶ این باشگاه در لیگ برتر فوتبال لتونی بازی می‌کند.

## تاریخچه
این باشگاه به‌طور رسمی در آوریل ۲۰۱۴ ثبت و تأسیس شد. این تیم قبل از فصل ۲۰۱۵ پس از ادغام دو تیم مستقر در ریگا اف سی کارامبا ریگا و دینامو ریگا تأسیس شد. در فصل ۲۰۱۵، این تیم در لیگ اول لتونی با نام اف سی کارامبا/ دینامو بازی کرد، زیرا کارامبا پس از قهرمانی در لیگ دوم لتونی (سطح سوم فوتبال لتونی) در سال ۲۰۱۴ به لیگ ۱(سطح دوم فوتبال لتونی) صعود کرده بود. پس از قهرمانی در لیگ ۱ و صعود به لیگ برتر فوتبال لتونی این باشگاه به ریگا اف سی تغییر نام داد. در سال ۲۰۱۸ ویکتور اسکریپنیک اوکراینی به عنوان مربی منصوب شد و در آنجا عملکرد موفقی داشت و دو قهرمانی لیگ برتر لتونی در سال‌های ۲۰۱۸، ۲۰۱۹ و جام فوتبال لتونی در سال ۲۰۱۸ را به دست آورد.

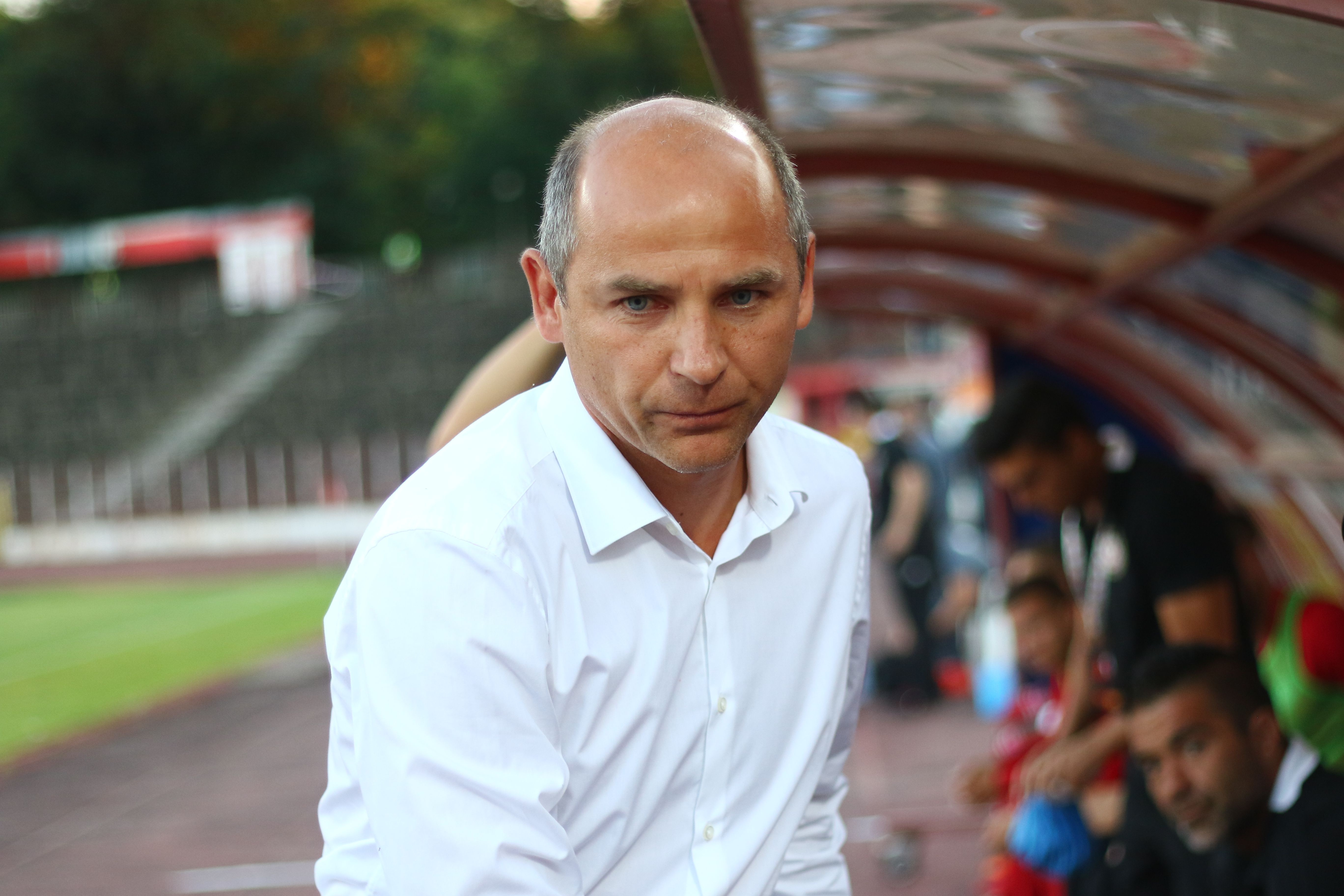
ویکتور اسکریپنیک، سرمربی اوکراینی اولین قهرمانی تاریخ این باشگاه ویرسلیگا را به دست آورد.

## عملکرد در رقابتهای داخلی
| فصل  | سطح در فوتبال لتوتی | رتبه/(تیمها) | بازی | برد | مساوی | باخت | گل زده | گل خورده | امتیاز | جام حذفی فوتبال لتونی |
| ---- | ------------------- | ------------ | ---- | --- | ----- | ---- | ------ | -------- | ------ | --------------------- |
| ۲۰۱۵ | دوم                 | ۱/(۱۶)       | ۳۰   | ۲۷  | ۳     | ۰    | ۱۴۲    | ۱۴       | ۸۴     | یک‌هشتم نهایی          |
| ۲۰۱۶ | اول                 | ۵/(۸)        | ۲۸   | ۸   | ۱۲    | ۸    | ۲۸     | ۲۴       | ۳۶     | نایب قهرمانی          |
| ۲۰۱۷ | اول                 | ۳/(۷)        | ۲۴   | ۱۰  | ۷     | ۷    | ۲۸     | ۲۰       | ۳۷     | نایب قهرمانی          |
| ۲۰۱۸ | اول                 | ۱/(۸)        | ۲۸   | ۲۰  | ۴     | ۴    | ۴۵     | ۱۶       | ۶۴     | قهرمانی               |
| ۲۰۱۹ | اول                 | ۱/(۹)        | ۳۲   | ۲۰  | ۶     | ۶    | ۵۹     | ۲۱       | ۶۶     | نیمه نهایی            |
| ۲۰۲۰ | اول                 | ۱/(۱۰)       | ۲۷   | ۲۳  | ۰     | ۴    | ۶۰     | ۲۱       | ۶۹     | یک چهارم نهایی        |
| ۲۰۲۱ | اول                 | ۴/(۹)        | ۲۸   | ۱۴  | ۸     | ۶    | ۵۴     | ۲۶       | ۵۰     | نیمه نهایی            |

## عملکرد در رقابتهای اروپایی
| رقابت              | بازی | برد | مساوی | باخت | گل زده | گل خورده | تفاضل گل |
| ------------------ | ---- | --- | ----- | ---- | ------ | -------- | -------- |
| لیگ قهرمانان اروپا | ۵    | ۰   | ۳     | ۲    | ۱      | ۴        | ۳-       |
| لیگ اروپا          | ۱۰   | ۴   | ۲     | ۴    | ۱۱     | ۱۲       | ۱-       |
| لیگ کنفرانس اروپا  | ۶    | ۳   | ۱     | ۲    | ۹      | ۶        | ۳+       |
| جمع                | ۲۱   | ۷   | ۶     | ۸    | ۲۱     | ۲۲       | ۱-       |

| فصل     | رقابت              | مرحله           | باشگاه          | میزبان | میهمان     | مجموع   |
| ------- | ------------------ | --------------- | --------------- | ------ | ---------- | ------- |
| ۲۰۱۸–۱۹ | لیگ اروپا          | دور مقدماتی اول | زسکا صوفیه      | ۱–۰    | ۰–۱        | 1-1     |
| ۲۰۱۹–۲۰ | لیگ قهرمانان اروپا | دور مقدماتی اول | دانداک          | ۰–۰    | ۰–۰        | 0-0     |
| ۲۰۱۹–۲۰ | لیگ اروپا          | دور دوم مقدماتی | پیاست گلیویتسه  | ۲–۱    | ۲–۳        | ۴–۴ (a) |
| ۲۰۱۹–۲۰ | لیگ اروپا          | دور سوم مقدماتی | هلسینکی         | ۱–۱    | ۲–۲        | ۳–۳ (a) |
| ۲۰۱۹–۲۰ | لیگ اروپا          | پلی آف          | کپنهاگن         | ۱–۰    | ۱–۳        | ۲–۳     |
| ۲۰۲۰–۲۱ | لیگ قهرمانان اروپا | دور اول مقدماتی | مکابی تل آویو   | ۰–۲    |            |         |
| ۲۰۲۰–۲۱ | لیگ اروپا یوفا     | دور دوم مقدماتی | تری فیوری       | ۱–۰    |            |         |
| ۲۰۲۰–۲۱ | لیگ اروپا یوفا     | دور سوم مقدماتی | سلتیک           | ۰–۱    |            |         |
| ۲۰۲۱–۲۲ | لیگ قهرمانان اروپا | دور اول مقدماتی | مالمو           | ۱–۱    | ۰–۱        | ۱–۲     |
| ۲۰۲۱–۲۲ | لیگ کنفرانس اروپا  | دور دوم مقدماتی | اشکندیا         | ۲–۰    | ۱–۰        | ۳–۰     |
| ۲۰۲۱–۲۲ | لیگ کنفرانس اروپا  | دور سوم مقدماتی | هیبرنیانس       | ۰–۱    | 4-1 (و.ا.) | ۴–۲     |
| ۲۰۲۱–۲۲ | لیگ کنفرانس اروپا  | پلی آف          | لینکلن رد ایمپس | ۱–۱    | 1-3 (و.ا.) | ۲–۴     |
| ۲۰۲۲–۲۳ | لیگ کنفرانس اروپا  | دور اول مقدماتی |                 |        |            |         |

## افتخارات
لیگ برتر فوتبال لتونی
- قهرمانی: ۲۰۱۸، ۲۰۱۹، ۲۰۲۰

جام حذفی فوتبال لتونی
- قهرمانی: ۲۰۱۸
- نایب قهرمان: ۲۰۱۶–۱۷، ۲۰۱۷

لیگ ۱ لتونی (سطح دوم فوتبال لتونی)
- قهرمانانی: ۲۰۱۵

## کیت‌ها

### تأمین کنندگان کیت و حامیان پیراهن
| فصل  | تامین کننده کیت | حامی مالی پیراهن  |
| ---- | --------------- | ----------------- |
| ۲۰۱۵ | آدیداس          | -                 |
| ۲۰۱۶ | جاکو            | -                 |
| ۲۰۱۷ | جاکو            | گروه خدمات دریایی |
| ۲۰۱۸ | جاکو            | گروه خدمات دریایی |
| ۲۰۱۹ | جاکو            | گروه خدمات دریایی |
| ۲۰۲۰ | جاکو            | گروه خدمات دریایی |
| ۲۰۲۱ | جاکو            | گروه خدمات دریایی |